# Synaptospora olandica
Synaptospora olandica är en svampart som tillhör divisionen sporsäcksvampar, och som beskrevs av Martina Réblová. Synaptospora olandica ingår i släktet Synaptospora, och familjen Coniochaetaceae. Arten är reproducerande i Sverige.